# E.G.D. Cohen
 (novembre 2023).
La mise en forme du texte ne suit pas les recommandations de Wikipédia : il faut le « wikifier ».
Les points d'amélioration suivants sont les cas les plus fréquents. Le détail des points à revoir est peut-être précisé sur la page de discussion.
- Les titres sont pré-formatés par le logiciel. Ils ne sont ni en capitales, ni en gras.
- Le texte ne doit pas être écrit en capitales (les noms de famille non plus), ni en gras, ni en italique, ni en « petit »…
- Le gras n'est utilisé que pour surligner le titre de l'article dans l'introduction, une seule fois.
- L'italique est rarement utilisé : mots en langue étrangère, titres d'œuvres, noms de bateaux, etc.
- Les citations ne sont pas en italique mais en corps de texte normal. Elles sont entourées par des guillemets français : « et ».
- Les listes à puces sont à éviter, des paragraphes rédigés étant largement préférés. Les tableaux sont à réserver à la présentation de données structurées (résultats, etc.).
- Les appels de note de bas de page (petits chiffres en exposant, introduits par l'outil «  Source ») sont à placer entre la fin de phrase et le point final[comme ça].
- Les liens internes (vers d'autres articles de Wikipédia) sont à choisir avec parcimonie. Créez des liens vers des articles approfondissant le sujet. Les termes génériques sans rapport avec le sujet sont à éviter, ainsi que les répétitions de liens vers un même terme.
- Les liens externes sont à placer uniquement dans une section « Liens externes », à la fin de l'article. Ces liens sont à choisir avec parcimonie suivant les règles définies. Si un lien sert de source à l'article, son insertion dans le texte est à faire par les notes de bas de page.
- La présentation des références doit suivre les conventions bibliographiques. Il est recommandé d'utiliser les modèles {{Ouvrage}}, {{Chapitre}}, {{Article}}, {{Lien web}} et/ou {{Bibliographie}}. Le mode d'édition visuel peut mettre en forme automatiquement les références.
- Insérer une infobox (cadre d'informations à droite) n'est pas obligatoire pour parachever la mise en page.

Pour une aide détaillée, merci de consulter Aide:Wikification.
Si vous pensez que ces points ont été résolus, vous pouvez retirer ce bandeau et améliorer la mise en forme d'un autre article.
Pour les articles homonymes, voir Cohen.
Ezechiel Godert David « Eddie » Cohen (16 janvier 1923  – 24 septembre 2017) était un physicien néerlando-américain et professeur émérite à l'Université Rockefeller. Il est largement reconnu pour ses contributions à la physique statistique. En 2004, Cohen a reçu la médaille Boltzmann, conjointement avec le professeur H. Eugene Stanley. La citation de Cohen disait "Pour ses contributions fondamentales à la mécanique statistique hors équilibre, y compris le développement d'une théorie des phénomènes de transport dans les gaz denses et la caractérisation des mesures et des fluctuations dans les états stationnaires hors équilibre." 

## Biographie
Ezechiel (Eddie) Godert David Cohen est né à Amsterdam en 1923. Il a passé la Seconde Guerre mondiale dans des refuges aux Pays-Bas. Il a obtenu son B.Sc. à l'Université d'Amsterdam en 1952 et son doctorat. à l'Université d'Amsterdam en 1957. Il a été chercheur associé pendant deux ans à l'Université du Michigan, Ann Arbor, travaillant avec George Uhlenbeck et Theodore Berlin, à l'Université Johns Hopkins et professeur agrégé à l'Institut de physique théorique de l'Université d'Amsterdam avant de rejoindre l'Université Rockefeller à New York en tant que professeur en 1963. En 2004, Cohen a reçu la médaille Boltzmann triannuelle du Comité de thermodynamique et de mécanique statistique de l'Union internationale de physique pure et appliquée, sa plus haute distinction pour ses contributions à la mécanique statistique. La même année, il a été honoré du titre de Chevalier Royal dans l'Ordre du Lion Néerlandais. Il est l'éditeur de plusieurs ouvrages, dont la série Fundamental Problems in Statistical Mechanics, I–VI, qui rend compte des développements dans son domaine sur près de 45 ans. Ces livres contiennent les actes d'une école d'été en mécanique statistique qu'il a fondée en 1961 aux Pays-Bas.
En 1979, Cohen devient membre correspondant de l'Académie royale des arts et des sciences des Pays-Bas.
Il laisse derrière lui son fils, le Dr Michael B. Cohen, qui occupe le poste de directeur de pathologie à l'hôpital baptiste Wake Forest à Winston-Salem, en Caroline du Nord. De plus, il est survécu par son épouse Margaret A Cohen (King), sa fille Andrea M. Cohen, qui réside à Iowa City et qui a autrefois dirigé l'Iowa United Nations Association, ainsi que son gendre Rene Postma. Il laisse également dans le deuil quatre petits-enfants : Alyssa (New York), Rianna (Winston-Salem, Caroline du Nord), Isabella (Washington, DC) et Jim (Iowa City, Iowa). Son épouse précédente, Marina A. Cohen (Rietje), est décédée avant lui, de même que ses parents, le Dr DE Cohen et Sophia L. Cohen (de Sterke), tous deux victimes de l'Holocauste à Auschwitz après avoir été trahis alors qu'ils se cachaient aux Pays-Bas.(192-2013). )[pas clair] (marié en 1950).

## Intérêts de recherche
Au début de sa carrière, Cohen a prédit la possibilité d'une séparation de phase incomplète dans les mélanges d'hélium liquide à très basse température, qui a ensuite été découverte expérimentalement, conduisant à la conception du réfrigérateur à dilution d'hélium, l'un des instruments de base à basse température disponibles.
Pendant la majeure partie de la carrière de Cohen, il s'est concentré sur la mécanique statistique hors équilibre. Avec J. Robert Dorfman, dans les années 1960, il a prouvé qu'une expansion en série de puissances des coefficients de transport dans la densité (analogue à l'expansion viriale de la pression en termes de densité) est en fait divergente. Cette découverte a effectivement mis fin à toute une ligne de recherche en mécanique statistique hors équilibre.
Plus tard, avec Denis Evans et Gary Morriss en 1990, il a prouvé que pour certaines classes d'états stationnaires hors équilibre thermostatés, le coefficient de transport pertinent a une relation simple avec la somme des exposants de Lyapunov le plus grand et le plus petit décrivant la trajectoire du système d'état stationnaire à N particules dans espace des phases. Cette relation est appelée règle d’appariement conjugué. Ce fut la première relation pratique entre les mesures chaotiques et les propriétés thermophysiques.
En 1993, Denis Evans, Cohen et Gary Morriss ont annoncé le premier théorème de fluctuation en régime permanent décrivant les fluctuations asymptotiques des fluctuations moyennes dans le temps de ce qui est depuis connu sous le nom de dissipation, dans des états stationnaires hors équilibre. Dans le même article, ils ont également donné une preuve heuristique de cette relation en utilisant des poids de Lyapunov locaux.
En 1995, Gallavotti et Cohen ont décrit une preuve employant l'hypothèse dite chaotique, du soi-disant théorème de fluctuation de Gallavotti Cohen. Cette preuve formalise la preuve heuristique donnée en 1993 par Denis Evans, Cohen et Gary Morriss.
Un autre domaine d'intérêt de Cohen concerne la propagation de particules ponctuelles indépendantes au sein d'un réseau occupé par deux catégories d'obstacles qui dispersent les particules conformément à des règles de diffusion déterministes spécifiques. Cette combinaison de caractéristiques aléatoires et déterministes a engendré plusieurs nouveaux modes de diffusion de particules, susceptibles de subir des transitions soudaines vers la propagation. Le laboratoire dirigé par Cohen s'est focalisé sur l'élaboration d'une approche numérique visant à élucider l'origine de ce phénomène, étant donné que ni la théorie des probabilités ni la théorie cinétique ne sont applicables à ces systèmes.
En 2003, il introduit avec Christian Beck le formalisme de la superstatistique.

## Sélection de publications
- "Difficultés dans la théorie cinétique des gaz denses", avec JR Dorfman, Journal of Mathematical Physics Vol. 8, p. 282, 1967
- Editeur, "Statistical Mechanics at the Turn of the Decade", Dekker 1971 (Festschrift pour le 70e anniversaire d'Uhlenbeck), comprenant son essai : "La généralisation de l'équation de Boltzmann aux densités supérieures"
- L'équation de Boltzmann, avec Walter Thirring (éditeurs), Vienne 1973
- "La théorie cinétique des gaz denses", dans Cohen (éditeur), Problèmes fondamentaux de mécanique statistique, Vol. 2, Hollande du Nord, 1968.
- "Approche cinétique des phénomènes hors équilibre", La Conception Physicienne de la Nature, Reidel, 1973
- "La théorie cinétique des fluides - une introduction", Physics Today, janvier 1984
- "Théorie cinétique – Comprendre la nature grâce aux collisions", American Journal of Physics, Vol. 60, 1993, p. 524
- "Coefficients de transport et exposants de Lyapunov", Physica A 213, 293 (1995).
- "Boltzmann et la mécanique statistique", 1996
- "George E. Uhlenbeck et la mécanique statistique", American Journal of Physics, 58, 618 (1990).
- "Viscosité d'un fluide simple à partir de ses exposants maximaux de Lyapunov", avec Evans et Morriss, Physical Review A, 42, pp. 5990-5997, 1990.
- "Probabilité de violations de la deuxième loi dans des états stationnaires hors équilibre", Physical Review Letters, 71, pp. 2401-2404 (1993) ; erratum, 71, 3616 (1993).

## Voir également
- Théorème des fluctuations
- Boltzmann
- Georges Uhlenbeck